# Wider than the Sky: The Phenomenal Gift of Consciousness
Wider than the Sky: The Phenomenal Gift of Consciousness (с англ. — «Шире неба: феноменальный дар сознания») — научно-публицистическая книга нобелевского лауреата Джералда Эдельмана, посвящённая проблеме человеческого сознания с позиции нейрофизиологии. В ней описывается теория нейронного дарвинизма и возникновение первичного и вторичного сознания.
Название книги является аллюзией на поэму Эмили Дикинсон, написанную около 1858 года, где есть строка «The brain is wider than the sky» («мозг шире, чем небо»).
Эдельман получил Нобелевскую премию за работы по иммунологии. Позже он также обратился к вопросам нейробиологии и философии сознания. В своей книге он проводит параллели между биологической эволюцией, функционированием иммунной системы и работой мозга.
Книга является одной из серии работ, которые Эдельман посвятил природе сознания. В ней он обобщил предыдущие работы и изложил свои концепции в популярном виде, и книга может служить хорошей отправной точкой для того, кто хочет узнать об одном из самых мощных современных подходов к изучению сознания.
Первые главы книги содержат введение, излагающее основы нейробиологии.
Затем описывается понятие «первичного сознания», которое, по всей видимости, характерно для многих животных. В соответствии с книгой, оно расположено в «динамическом ядре» межнейронных взаимодействий, включающих таламус и кору головного мозга, и порождено доминантными, но постоянно изменяющися циклическими цепями нейронных связей.
Формирование и функционирование этих цепей объясняется при помощи теории нейронного дарвинизма или, иначе, теории селекции нейронных групп, которые формируются в ходе процесса, похожего на биологическую эволюцию, идущего в ходе развития и функционирования мозга. Важной частью этого процесса являются обратные связи и участие в нём эволюционно древних структур мозга, задающих основы категоризации (что такое хорошо и что такое плохо, боль и удовольствие).
Таким образом, первичное сознание является внутренней моделью мира. Из этого вытекает, что самосознание является следствием осознания мира, возникшего на основе чувственного опыта. Эдельман даёт афористическое определение первичному сознанию: «запомненное настоящее». Эту форму сознания можно сравнить с сознанием в фазе быстрого сна.
Нейронный дарвинизм объясняет субъективность человеческого разума, которая является следствием уникальности пути развития мозга каждого отдельного человека.
Далее описывается теория «сознания высшего порядка», которое присуще, по всей видимости, только человеку и в некоторой степени — высшим приматам. Оно включает в себя понятие о времени, о прошлом и будущем, и осознание собственной разумности, сознание наличия у себя сознания. Ключевую роль в возникновении сознания высшего порядка играют «семантические способности».
Как и в работах других авторов по теории сознания, Бернарда Баарса (Bernard Baars) и Станислава Деганэ (Stanislav Dehaene), в книге вводится ряд новых терминов, не являющихся общеупотребимыми. Это связано с тем, что направление исследований, описываемое в ней является новым.
Как сказал автор в самой книге, его целью было «дать свободу тем, кто считает, что предмет сознания является исключительно метафизическим или обязательно загадочным»:xiii.

## Ссылка
- Gerald Edelman. Wider Than the Sky: The Phenomenal Gift of Consciousness (неопр.). — Yale University Press, 2005. — P. 194. — ISBN 9780300107616.